# هايل إبراهيموف
هايل إبراهيموف مواليد 18 يناير 1990 في إثيوبيا، هو عداء أذربيجاني متخصص في 1500 متر و3000 متر. شارك في دورة الألعاب الأولمبية. حقق الميدالية الذهبية في ألعاب التضامن الإسلامي الثالثة التي أقيمت في إندونيسيا.

## الميداليات
| الميدالية | المسابقة                                    |
| --------- | ------------------------------------------- |
| برونزية   | بطولة أوروبا لألعاب القوى 2010              |
| فضية      | بطولة أوروبا لألعاب القوى 2014              |
| فضية      | بطولة أوروبا لألعاب القوى داخل الصالات 2011 |
| ذهبية     | بطولة أوروبا لألعاب القوى داخل الصالات 2013 |
| ذهبية     | ألعاب جامعية صيفية 2013                     |
| ذهبية     | ألعاب التضامن الإسلامي 2013                 |

## روابط خارجية
- هايل إبراهيموف على موقع الاتحاد الدولي لألعاب القوى (الإنجليزية)
- هايل إبراهيموف على موقع الدوري الماسي (الإنجليزية)
- هايل إبراهيموف على موقع اللجنة الأولمبية الدولية (الإنجليزية)
- هايل إبراهيموف على موقع أوليمبيديا (الإنجليزية)